# Chiskiac (indijansko selo)
Chiskiac (Cheesecake, Kiskiac, Cheskiake), indijansko selo koje se nalazilo na današnejm području okruga York u američkoj državi Virginia. Selo je u ranom 17. stoljeću bilo smješteno na južnoj obali rijeke York na poluotoku Virginia i oko 18 kilometara udaljeno od powhatanskog glavnog grada Werowocomoco. Stanovnici su mu bili pripadnici istoimenog plemena Chiskiac koje je pripadalo savezu Powhatana.